# Rolando Cantú
Rolando Roel Cantú (nacido el 25 de febrero de 1981) es un jugador de fútbol americano mexicano retirado. Jugó en la posición de Offensive guard para los equipos Berlin Thunder de la NFL Europa (2004) y Arizona Cardinals de la National Football League (2005 y 2006).

## Breve biografía
Cantú jugó para los Borregos del Tec de Monterrey, ayudando a ese equipo a conseguir varios campeonatos nacionales de la ONEFA. Tuvo la oportunidad de ser parte del equipo campeón del World Bowl XII, el Berlin Thunder, en el único año que pasó en ese equipo.
Fue asignado a los Cardinals como parte del Programa Internacional de Equipos de Práctica de la NFL. Fue parte del equipo en el primer partido oficial de la NFL realizado fuera de Estados Unidos, pero solo estuvo en las líneas laterales, ya que no entró en acción. Se convirtió en el primer jugador egresado de la ONEFA que logró jugar en la National Football League y en el primer mexicano que juega en la NFL sin ser kicker. Su único partido en la NFL fue el partido final de la temporada 2005 en contra de los Indianapolis Colts.
Al terminar esa temporada se retiró. En enero de 2008 fue de nuevo contratado por el equipo de Arizona, pero en una posición ejecutiva, como Gerente de Negocios Internacionales de los Cardinals. Desde ese puesto ha seguido apoyando al fútbol americano de México, organizando desde 2003 el "Campamento Rolando Cantú" para niños, realizado en su edición más reciente en 2011 en el Estadio Gaspar Mass de los Auténticos Tigres de la Universidad Autónoma de Nuevo León, equipo de la ONEFA
En esa posición ejecutiva es compañero de trabajo de Luis Zendejas, otro exjugador Mexicano, quien es Director de Relaciones Comunitarias de los Cardinals.